# هيسكي سالوما
هيسكي سالوما (كانغاسنييمي، 17 مايو 1891 - نيويورك، 7 يوليو 1957) . مغني شعبي وكاتب أغاني أمريكي من أصل فنلندى، انتقل سالوما إلى الجزء العلوى من بنسلفانيا في ولاية ميتشيجان وذلك عام 1908 بعد وفاة والدته.
هناك اكتسب رزق عيشه بالعمل ترزيا.
سالوما, انضم إلى العمال الصناع بالعالم وقضى فترة في السجن أثناء الحرب العالمية الأولى وذلك لرفضه أداء الخدمة العسكرية في الجيش.
صورت أغانى سالوما حياة المهاجرين الفنلنديين في شمال أمريكا وكانت مشهورة جدا بين المهاجرين الفنلنديين في شتاتهم في شمال أمريكا.
ميز أغانى سالوما استخدامه للغة خليط من الإنجليزية والفنلندية تسمى فنجليش, مما جعل اغانيه صعبة الفهم خارج نطاق الفنلديين الأمريكان أو الفنلنديين الكنديين، وأعتبر أنه النسخة الفلندية من وودى جاثرى, حيث عبرت اغانى سالوما عن خبرات الطبقة العاملة الفنلندية المهاجرة.
بين عامى 1927 و1931 سجل سالوما 18 أغنية ل تسجيلات كولومبيا, كان من أفضل الاغنيات التي أداها:
رقصة بولكا لغاسل الصحون, الشوق للحرية، اليوميات الغربية.
اعتبرت تلك التسجيلات جزء هام جدا من تاريخ التسجيلات الفنلندية لأن خلال هذه الفترة لم يوجد تقريبا أي تسجيلات فنلندية.في الواقع بين عامى 1917 و1925 لم يتم إصدار أي تسجيل غنائى في فنلندا.
قامت هلا فووليوكي رئيسة إذاعة أوليسراديو أواخر أربعينات بتحطيم إسطوانة لسالوما هيسكي على الهواء بسبب كرهها لأغنية «خشاب الغرب» (Lännen lokari).

## وصلات خارجية
- هيسكي سالوما على موقع IMDb (الإنجليزية)
- هيسكي سالوما على موقع ميوزك برينز (الإنجليزية)
- هيسكي سالوما على موقع أول ميوزيك (الإنجليزية)
- هيسكي سالوما على موقع ديسكوغز (الإنجليزية)

- الشوق للحرية مترجمة للإنجليزية.
- مكتبة جامعة تامبير ب فنلندا